# 格林西克 (茲多爾布尼夫區)
50°31′22″N 26°8′15″E / 50.52278°N 26.13750°E
格林西克（烏克蘭語：Глинськ），是烏克蘭西北部的村莊，隸屬里夫內州的里夫內區。該村處於烏斯季亞河畔，始建於1494年，面積25.1平方公里，海拔高度225米，2001年人口1,638。